# 野田毅 (陸軍軍人)
野田 毅（のだ つよし、1912年 - 1948年1月28日）は、日本の陸軍軍人。敗戦時の階級は陸軍少佐。南京攻略戦の際に実施されたとされる「百人斬り競争」実行の容疑者として逮捕・処刑された。

## 略歴
鹿児島県南大隅郡田代村（現・肝属郡錦江町）出身。野田伊勢熊の4人兄妹の長男。鹿児島県立第一鹿児島中学校（現・鹿児島県立鶴丸高等学校）卒業、陸軍士官学校第49期。
1937年に起こった日中戦争には、第16師団第9連隊第3大隊の副官として参加（階級は陸軍少尉）。南京への進軍中に歩兵砲小隊長・向井敏明少尉との間で行われた「百人斬り競争」が『東京日日新聞』に報道される。その後、歩兵科から航空科に転科し、広東作戦に参加。この時の模様は、火野葦平『海と兵隊』『広東進軍抄』に描写されている。
1939年5月19日、『東京日日新聞』によって向井中尉は戦死した野田中尉との約束である五百人斬りの約束を実行していると報道された。この時、野田は生存しており日本にいた。
太平洋戦争が始まると、ビルマ（現ミャンマー）独立のための特務機関である南機関に配属となる。後にビルマ国軍の顧問になる。敗戦時は浜松の航空基地にいたが、熊本第6師団決起の情報を基に九州へ向かうものの、飛行場が閉鎖されたため着陸できず、唐津海岸に不時着した。
1947年夏、南京への進軍中の百人斬り競争の報道をきっかけに、戦争犯罪の容疑者としてGHQに逮捕される。鹿児島県の警察署に拘留された後、巣鴨拘置所へ、さらに中国・南京戦犯拘留所に移送される。12月4日、住民捕虜虐殺としての「百人斬り競争」の容疑者として起訴。
12月18日、南京軍事法廷において最初の公判が行われ、東京日日新聞の記事と写真、後に国民党宣伝工作員となったハロルド・J・ティンパーリがその記事を殺人競争という章で紹介した英文書籍等が証拠とされ、証人尋問は行われなかった。向井と野田は無実を証明する書類の到着を待つために公判の延期、また問題の記事を書いた記者と当時の直属の上官の証人召喚を求めていたが認められなかった。その時に、記事は新聞記者による創作であると弁明した。死刑判決後にも記者と当時の向井の上司からの証明書などにより再審を求めたがこれも認められなかった。
1948年1月28日、南京の雨花台において銃殺刑が執行された。享年35。野田の名は東京日日新聞の記事が間違った通りに「野田巌」として裁判が進められ、刑も執行された。

## 遺文
- 1947年12月28日 （死刑宣告後）

## 遺書
自筆の遺書が1948年(昭和23年)1月28日処刑当日の日記に残されている。

## 著書
- 『野田毅獄中記』　言論同志会、1959年刊、1999年復刊。
- 『野田日記』　阿羅健一監修、展転社、2007年、ISBN 4886563112
- 野田毅著/溝口郁夫編『南京「百人斬り競争」虚構の証明 野田毅獄中記と裁判記録全文公開』、朱鳥社、2011年12月13日、ISBN 978-4-434-16309-8
- 野田毅著/溝口郁夫編『秘録・ビルマ独立と日本人参謀 野田毅ビルマ陣中日記』、国書刊行会、平成二四年一月二八日、ISBN 978-4-336-05486-9